# Memtransistor
Ein Memtransistor (der Name ist ein Kofferwort für Memory Transfer Resistor) ist ein elektronisches Bauelement, welches einen Feldeffekttransistor mit mehreren Memristoren in einem einzigen elektrischem Bauelement verbindet. Beim Memtransistor handelt sich um eine Verallgemeinerung der Memistoren, welche nur 3 Anschlüsse besitzen.

## Anwendungen
Memtransistoren sind derzeit Gegenstand der Forschung und finden bisher (Stand 2018) keinen praktischen Einsatz in kommerziell erhältlichen Produkten. Mögliche Anwendung von Memtransistoren können laut einen Artikel in der Wochenzeitschrift Nature im Bereich der neuromorphen Schaltkreise sowie bei Multi-Bit-Speicherelementen liegen.